# Maccabi Hatzair
Le Maccabi Hatzair est un mouvement de jeunesse juive d'origine Tchèque.

## Histoire
En 1895 marque la création du premier groupe 'Maccabi Hatzair' à Istanbul.
Le groupe est fondé en Tchécoslovaquie en 1929. Le groupe s'est étendu en Allemagne et en Autriche. Le mouvement de jeunesse sioniste cherchait à combiner les valeurs juives, l'éthique, la formation sur le terrain, le camping et l'activité sportive.
En juillet 1939, le groupe participe au camp d'entraînement à Poprad, près de Bratislava. Les jeunes ont étudié l'hébreu, l'histoire et pratiquaient du travail agricole. Une partie du groupe a immigré neuf mois plus tard en Palestine mandataire.
Une partie du groupe entretenait des stages agricoles en Allemagne supprimé en 1941. Le groupe est transporté au camp de travail de Neuendorff. En avril 1943, les hommes sont envoyés au camp de Buna-Monowitz et les femmes avec les jeunes arrivèrent le 20 avril 1943 au camp d'Auschwitz.
En 1950, fondation d'un groupe au Mexique.